# Château de Sydoriv
Le château de Sydoriv (Сидорівський замок) est une imposante ruine d'une forteresse construite par Marcin Kalinowski à Sydoriv, un village situé à 7 km au sud de Houssiatyn, en Ukraine. 
Le château est perché sur une colline entouré aux trois quarts par une rivière. Lors de sa construction dans les années 1640, la structure avait sept tours qui s'étendaient sur 178 m du nord au sud. Elle a été gravement endommagée par l'invasion des Turcs en 1672 et a été abandonnée par ses propriétaires au XVIIIe siècle.